# Slowakije op de Olympische Zomerspelen 2016
Slowakije nam deel aan de Olympische Zomerspelen 2016 in Rio de Janeiro, Brazilië. Het land had een selectie bestaande uit 51 atleten, actief in twaalf olympische sporten. Schutter Danka Barteková droeg de nationale vlag tijdens de openingsceremonie, net zoals zij deed tijdens de sluitingsceremonie in 2012. De Slowaakse ploeg won vier medailles – tweemaal goud, tweemaal zilver – en evenaarde daarmee haar prestatie van vier jaar eerder.

## Medailleoverzicht
| Sport     | Olympiër                                      | Onderdeel              | Medaille |
| --------- | --------------------------------------------- | ---------------------- | -------- |
| Atletiek  | Matej Tóth                                    | 50 km snelwandelen (m) | Goud     |
| Kanovaren | Ladislav Škantár Peter Škantár                | C-2 slalom (m)         | Goud     |
| Kanovaren | Matej Beňuš                                   | C-1 slalom (m)         | Zilver   |
| Kanovaren | Tibor Linka Denis Myšák Juraj Tarr Erik Vlček | K-4 1000 m (m)         | Zilver   |

## Deelnemers en resultaten
(m) = mannen, (v) = vrouwen 

### Atletiek
| Olympiër          | Onderdeel              | Resultaat | Prestatie                                         |
| ----------------- | ---------------------- | --------- | ------------------------------------------------- |
| Martin Kučera     | 400 m horden (m)       | series    | series: 51.47 (7e)                                |
| Jozef Repčík      | 800 m (m)              | series    | series: 1:49.95 (6e)                              |
| Anton Kučmín      | 20 km snelwandelen (m) | 32e       | 1:23.17 (32e)                                     |
| Dušan Majdán      | 50 km snelwandelen (m) | 26e       | 3:58.25 (26e)                                     |
| Martin Tišťan     | 50 km snelwandelen (m) | DSQ       | DSQ                                               |
| Matej Tóth        | 50 km snelwandelen (m) | Goud      | 3:40:58 (1e)                                      |
| Matúš Bubeník     | hoogspringen (m)       | 35e       | kwalificaties: 2,17 m (35e)                       |
| Marcel Lomnický   | kogelslingeren (m)     | 5e        | kwalificaties: 74,16 m (10e) finale: 75,97 m (5e) |
|                   |                        |           |                                                   |
| Iveta Putálová    | 400 m (m)              | series    | series: 52.82 (5e)                                |
| Lucia Klocová     | 800 m (m)              | series    | series: 2:00.57 (4e)                              |
| Katarína Berešová | marathon (v)           | 107e      | 2:50:54 (107e)                                    |
| Mária Czaková     | 20 km snelwandelen (v) | 48e       | 1:38:29 (48e)                                     |
| Mária Gáliková    | 20 km snelwandelen (v) | 55e       | 1:40:35 (55e)                                     |
| Martina Hrašnová  | kogelslingeren (v)     | 19e       | kwalificaties: 67,63 m (19e)                      |
| Dana Velďáková    | hink-stap-springen (v) | 17e       | kwalificaties: 13,98 m (17e)                      |
| Jana Velďáková    | verspringen (v)        | 15e       | kwalificaties: 6,48 m (15e)                       |

### Boogschieten
| Olympiër          | Onderdeel       | Resultaat    | Prestatie |
| ----------------- | --------------- | ------------ | --- |
| Boris Baláž       | individueel (m) | eerste ronde | plaatsingsronde: 631 punten (59e) eerste ronde verloor van Ku Bon-chan (0–6)                                          |
|                   |                 |              | |
| Alexandra Longová | individueel (v) | tweede ronde | plaatsingsronde: 640 punten (22e) eerste ronde won van Laxmirani Majhi (7–1) tweede ronde verloor van Qi Yuhong (0–6) |

### Gewichtheffen
| Olympiër      | Onderdeel   | Resultaat | Prestatie                                                       |
| ------------- | ----------- | --------- | --------------------------------------------------------------- |
| Ondrej Krúžel | +105 kg (m) | 18e       | trekken: 165 kg (21e) stoten: 206 kg (18e) totaal: 371 kg (18e) |

### Gymnastiek
| Olympiër         | Onderdeel                | Resultaat | Prestatie                                                                                          |
| ---------------- | ------------------------ | --------- | -------------------------------------------------------------------------------------------------- |
| Barbora Mokošová | meerkamp individueel (v) | 45e       | kwalificaties sprong: 13,933 brug ongelijk: 13,800 balk: 12,033 vloer: 13,033 totaal: 52,799 (45e) |

### Kanovaren
| Olympiër                                      | Onderdeel          | Resultaat | Prestatie                                                                 |
| --------------------------------------------- | ------------------ | --------- | ------------------------------------------------------------------------- |
| Matej Beňuš                                   | C-1 (m)            | Zilver    | series: 95.05 (6e) halve finale: 100.68 (8e) finale: 95.02 (2e)           |
| Ladislav Škantár Peter Škantár                | C-2 (m)            | Goud      | series: 100.89 (1e) halve finale: 110.42 (6e) finale: 101.58 (1e)         |
| Jakub Grigar                                  | K-1 (m)            | 5e        | series: 87.85 (4e) halve finale: 88.84 (1e) finale: 89.43 (5e)            |
| Vincent Farkas                                | C-1 1000 meter (m) | 10e       | series: 4:12.295 (5e) halve finale: 4:19.084 (5e) B-finale: 4:04.013 (3e) |
| Peter Gelle                                   | K-1 1000 meter (m) | 8e        | series: 3:36.342 (2e) halve finale: 3:36.193 (3e) finale: 3:40.691 (8e)   |
| Juraj Tarr Erik Vlček                         | K-2 1000 meter (m) | 8e        | series: 3:24.728 (2e) halve finale: 3:19.372 (3e) finale: 3:15.916 (8e)   |
| Tibor Linka Denis Myšák Juraj Tarr Erik Vlček | K-4 1000 meter (m) | Zilver    | series: 2:55.628 (2e) halve finale: 2:59.362 (1e) finale: 3:05.044 (2e)   |
|                                               |                    |           |                                                                           |
| Martina Kohlová                               | K-1 200 m (v)      | 10e       | series: 41.231 (2e) halve finale: 41.286 (4e) B-finale: 41.787 (2e)       |
| Martina Kohlová                               | K-1 500 m (v)      | 13e       | series: 1:53.167 (4e) halve finale: 1:57.801 (5e) B-finale: 1:58.211 (5e) |

### Schietsport
| Olympiër        | Onderdeel             | Resultaat | Prestatie                                                |
| --------------- | --------------------- | --------- | -------------------------------------------------------- |
| Pavol Kopp      | 10 m luchtpistool (m) | 38e       | kwalificaties: 569 punten (38e)                          |
| Pavol Kopp      | 50 m pistool (m)      | 7e        | kwalificaties: 556 punten (7e) finale: 91,4 punten (7e)  |
| Marián Kovačócy | trap (m)              | 18e       | kwalificaties: 114 punten (18e)                          |
| Erik Varga      | trap (m)              | 21e       | kwalificaties: 114 punten (21e)                          |
| Juraj Tužinský  | 10 m luchtpistool (m) | 4e        | kwalificaties: 582 punten (3e) finale: 159,4 punten (4e) |
| Juraj Tužinský  | 50 m pistool (m)      | 33e       | kwalificaties: 541 punten (33e)                          |
|                 |                       |           |                                                          |
| Danka Barteková | skeet (v)             | 16e       | kwalificaties: 64 punten (16e)                           |

### Synchroonzwemmen
| Olympiër                       | Onderdeel | Resultaat | Prestatie                                                                                                  |
| ------------------------------ | --------- | --------- | --- |
| Naďa Daabousová Jana Labáthová | duet      | 22e       | technische routine: 78,3607 punten (22e) vrije routine: 77,7000 punten (22e) totaal: 156,0607 punten (22e) |

### Tafeltennis
| Olympiër         | Onderdeel     | Resultaat    | Prestatie                                                                            |
| ---------------- | ------------- | ------------ | ------------------------------------------------------------------------------------ |
| Wang Yang        | enkelspel (m) | tweede ronde | eerste ronde won van Marcos Madrid (4–1) tweede ronde verloor van Quadri Aruna (1–4) |
|                  |               |              |                                                                                      |
| Barbora Balážová | enkelspel (v) | tweede ronde | eerste ronde won van Yadira Silva (4–0) tweede ronde verloor van Li Fen (3–4)        |
| Eva Ódorová      | enkelspel (v) | eerste ronde | eerste ronde verloor van Jennifer Wu (1–4)                                           |

### Tennis
| Olympiër                   | Onderdeel      | Resultaat    | Prestatie |
| -------------------------- | -------------- | ------------ | --- |
| Andrej Martin              | enkelspel (m)  | derde ronde  | eerste ronde won van Denis Kudla (6–0, 6–3) tweede ronde won van Philipp Kohlschreiber (w/o) derde ronde verloor van Kei Nishikori (2–6, 2–6) |
| Andrej Martin Igor Zelenay | dubbelspel (m) | eerste ronde | eerste ronde verloor van Elias – Sousa (4–6, 2–6)                                                                                             |
|                            |                |              | |
| Anna Karolína Schmiedlová  | enkelspel (v)  | tweede ronde | eerste ronde won van Roberta Vinci (7–5, 6–4) tweede ronde verloor van Jekaterina Makarova (6–3, 4–6, 2–6)                                    |

### Triatlon
| Olympiër      | Onderdeel | Resultaat | Prestatie                                                               |
| ------------- | --------- | --------- | ----------------------------------------------------------------------- |
| Richard Varga | mannen    | 11e       | zwemmen: 17:18 wielrennen: 55:10 hardlopen: 34:06 totaal: 1:47:17 (11e) |

### Wielersport
| Olympiër     | Onderdeel        | Resultaat | Prestatie     |
| ------------ | ---------------- | --------- | ------------- |
| Patrik Tybor | weg (m)          | 45e       | 6:30:05 (45e) |
| Peter Sagan  | mountainbike (m) | 35e       | LAP           |

### Zwemmen
| Olympiër             | Onderdeel             | Resultaat | Prestatie                |
| -------------------- | --------------------- | --------- | ------------------------ |
| Tomáš Klobučník      | 100 m schoolslag (m)  | 42e       | series: 1:02.93 (42e)    |
| Richárd Nagy         | 1500 m vrije slag (m) | 34e       | series: 15:26.48 (34e)   |
| Richárd Nagy         | 400 m wisselslag (m)  | 9e        | series: 4:13.87 (9e, NR) |
| Richárd Nagy         | 10 km open water (m)  | 20e       | 1:53:35.4 (20e           |
|                      |                       |           |                          |
| Katarína Listopadová | 100 m rugslag (v)     | 22e       | series: 1:01.43 (22e)    |
| Katarína Listopadová | 100 m vlinderslag (v) | 29e       | series: 59.57 (29e)      |

Afghanistan · Albanië · Algerije · Amerikaanse Maagdeneilanden · Amerikaans-Samoa · Andorra · Angola · Antigua en Barbuda · Argentinië · Armenië · Aruba · Australië · Azerbeidzjan · Bahama's · Bahrein · Bangladesh · Barbados · België · Belize · Benin · Bermuda · Bhutan · Bolivia · Bosnië en Herzegovina · Botswana · Brazilië · Britse Maagdeneilanden · Brunei · Bulgarije · Burkina Faso · Burundi · Cambodja · Canada · Centraal-Afrikaanse Republiek · Chili · China · Chinees Taipei · Colombia · Comoren · Congo-Brazzaville · Congo-Kinshasa · Cookeilanden · Costa Rica · Cuba · Cyprus · Denemarken · Djibouti · Dominica · Dominicaanse Republiek · Duitsland · Ecuador · Egypte · El Salvador · Equatoriaal-Guinea · Eritrea · Estland · Ethiopië · Fiji · Filipijnen · Finland · Frankrijk · Gabon · Gambia · Georgië · Ghana · Grenada · Griekenland · Groot-Brittannië · Guam · Guatemala · Guinee · Guinee‑Bissau · Guyana · Haïti · Honduras · Hongarije · Hongkong · Ierland · IJsland · India · Indonesië · Irak · Iran · Israël · Italië · Ivoorkust · Jamaica · Japan · Jemen · Jordanië · Kaaimaneilanden · Kaapverdië · Kameroen · Kazachstan · Kenia · Kirgizië · Kiribati · Kosovo · Kroatië · Laos · Lesotho · Letland · Libanon · Liberia · Libië · Liechtenstein · Litouwen · Luxemburg · Macedonië · Madagaskar · Malawi · Malediven · Maleisië · Mali · Malta · Marshalleilanden · Marokko · Mauritanië · Mauritius · Mexico · Micronesië · Moldavië · Monaco · Mongolië · Montenegro · Mozambique · Myanmar · Namibië · Nauru · Nederland · Nepal · Nicaragua · Nieuw-Zeeland · Niger · Nigeria · Noord-Korea · Noorwegen · Oeganda · Oekraïne · Oezbekistan · Oman · Oostenrijk · Oost-Timor · Pakistan · Palau · Palestina · Panama · Papoea-Nieuw-Guinea · Paraguay · Peru · Polen · Portugal · Puerto Rico · Qatar · Roemenië · Rusland · Rwanda · Saint Kitts en Nevis · Saint Lucia · Saint Vincent en Grenadines · Salomonseilanden · Samoa · San Marino · Sao Tomé en Principe · Saoedi-Arabië · Senegal · Servië · Seychellen · Sierra Leone · Singapore · Slovenië · Slowakije · Soedan · Somalië · Spanje · Sri Lanka · Suriname · Swaziland · Syrië · Tadzjikistan · Tanzania · Thailand · Togo · Tonga · Trinidad en Tobago · Tsjaad · Tsjechië · Tunesië · Turkije · Turkmenistan · Tuvalu · Uruguay · Vanuatu · Venezuela · Verenigde Arabische Emiraten · Verenigde Staten · Vietnam · Wit-Rusland · Zambia · Zimbabwe · Zuid-Afrika · Zuid-Korea · Zuid-Soedan · Zweden · Zwitserland
Individuele Olympische Atleten · Olympisch vluchtelingenteam